# IGoogle
iGoogle war der Nachfolger der personalisierten Startseite bei der Suchmaschine Google und wurde am 30. April 2007 veröffentlicht. Die personalisierte Startseite startete Google Inc. im Mai 2005. Updates ermöglichten nun, Web-Feeds und Widgets (sogenannte Google Gadgets) hinzuzufügen, so konnte etwa der Google Reader in iGoogle integriert werden.
Am 1. November 2013 wurde iGoogle eingestellt.

## Funktionen
Benutzer konnten Widgets aus einem speziellen Verzeichnis einfügen und diese in Echtzeit auf ihre iGoogle-Seite verschieben und Einstellungen ändern, ähnlich wie bei der Windows Vista Sidebar oder Google Desktop. Sie konnten mehrere Gadgets hinzufügen, wie z. B. die Uhrzeit oder das Wetter. Am 25. Juli 2009 wurde das Layout grundlegend verändert. Hinzugekommen sind ein Chatfeld und die Funktion zum Maximieren von Gadgets. Außerdem wurden die Registerkarten an die linke Seite verschoben.

### Erstellen von Gadgets
Der Service ermöglichte es dem User auch seine eigenen Gadgets zu erstellen und zu veröffentlichen. Fast komplett veränderbare Gadgets waren:
- Foto mit Rahmen
- GoogleGramm
- Meine News
- Freies Format
- YouTube-Kanal
- Countdown
- Persönliche Liste

### Tabs
Google erlaubte seinen Usern, Registerkarten auf der Seite zu erstellen. Anfangs waren diese auf sechs begrenzt. Dieses Limit wurde im Juni 2007 aufgehoben. Es ist auch möglich, Beiträge zwischen den Tabs hin und her zu schieben.

### Themes
Ab März 2007 war es möglich, aus einer wachsenden Zahl vorgegebener „Hintergründe“ (Themes) zu wählen. Je nach gewähltem Theme änderten sich Hintergrundbild, Icons und Farbschemata. Innerhalb eines Themes wechselte das Hintergrundbild in der Regel nach der Tageszeit (teilweise auch nach dem Wochentag, der aktuellen Wetterlage usw.).
Im Januar 2008 wurde für die Themes eine API freigegeben, die die Erstellung eigener Themes erlauben soll.

### Verfügbarkeit
iGoogle war bis zum 1. November 2013 für Deutschland, Österreich, Schweiz, USA, Australien, Indien, Kanada, Großbritannien, Frankreich, Italien, Spanien, Mexiko, China, Japan, Korea, Niederlande, Russland und Brasilien verfügbar.

## Systemvoraussetzungen
iGoogle funktionierte mit folgenden Webbrowsern:
- Internet Explorer 5.5+ (Windows)
- Google Chrome 0.2 (Windows, Linux)
- Mozilla Firefox 0.8+ (Windows, Mac, Linux)
- Safari 1.2.4+ (Mac, Windows)
- Netscape Navigator 7.1+ (Windows, Mac, Linux)
- Mozilla 1.4+ (Windows, Mac, Linux)
- Opera 8+ (Windows, Mac, Linux)
- SeaMonkey 1.19 (Windows)

Zudem musste JavaScript aktiv sein, um alle Funktionen nutzen zu können.

## Einstellung
Am 4. Juli 2012 gab Google bekannt, den Dienst mit Wirkung zum 1. November 2013 einzustellen. Als Grund nannte Google, dass der Dienst in Zeiten von Apps auf Basis von Chrome oder Android nicht mehr zeitgemäß sei.